# Michael Sandén
Bo Michael Sandén, född 17 mars 1954 i Malmö Sankt Johannes församling, Malmöhus län, är en gitarrbyggare som gjort akustiska gitarrer i över 40 år. Han fick sin skolning av Bozo Padunavac i San Diego 1982 där han lärde sig att bygga stålsträngade gitarrer och mandoliner. Mellan 1984 och 1988 lärde han sig att bygga klassiska gitarrer av Georg Bolin på Carl Malmstenskolan i Stockholm. 